# Château de Nijenborgh
Le château de Nijenborgh, connu aussi sous le nom de Huis Op de Biest (ou Manoir Op de Biest), est situé dans la commune néerlandaise de Weert, dans le Limbourg néerlandais. Ce château entouré de douves date du XVe siècle était la résidence principale des comtes de Horn. Il fut détruit en 1702 lors d'un siège pendant la guerre de Succession d'Espagne. Le manoir Op de Biest a été construit sur une partie ses ruines.

## Description du château
Le château est une ruine de la forteresse construite entre 1455 et 1461 par Jacques Ier de Horne. Ce château était la résidence des seigneurs de Weert, les comtes de Horn, et se composait d'un château principal et d'une basse-cour extérieure, datant également du XVe siècle. Le château principal était situé sur un site protégé par deux douves et avait un plan rectangulaire d'environ 75 x 60 mètres avec une cour fortifiée. Aux angles se trouvaient quatre tours, dont deux grandes tours carrées avec de hautes flèches et une architecture gothique tardive, avec de grandes fenêtres, des tourelles, des lucarnes et une tour d'escalier, étaient situées aux angles nord et sud, et deux tours rondes plus petites aux deux autres angles. Il possédait une grande aile résidentielle très haute avec des pignons à gradins, qui était placée contre l'un des longs côtés, une guérite et pour le reste il était fermé par un mur de château.
Le château fut détruit en 1702 pendant la guerre de Succession d'Espagne lors du siège de Weert. Il ne restait que les vestiges des tours d'angle, des remparts et des parties de la porte d'entrée de la basse-cour.
L'actuel manoir Op de Biest a été construit en 1841 sur les fondations de la tour carrée sud. La tour ronde orientale a été élevée au XIXe siècle.

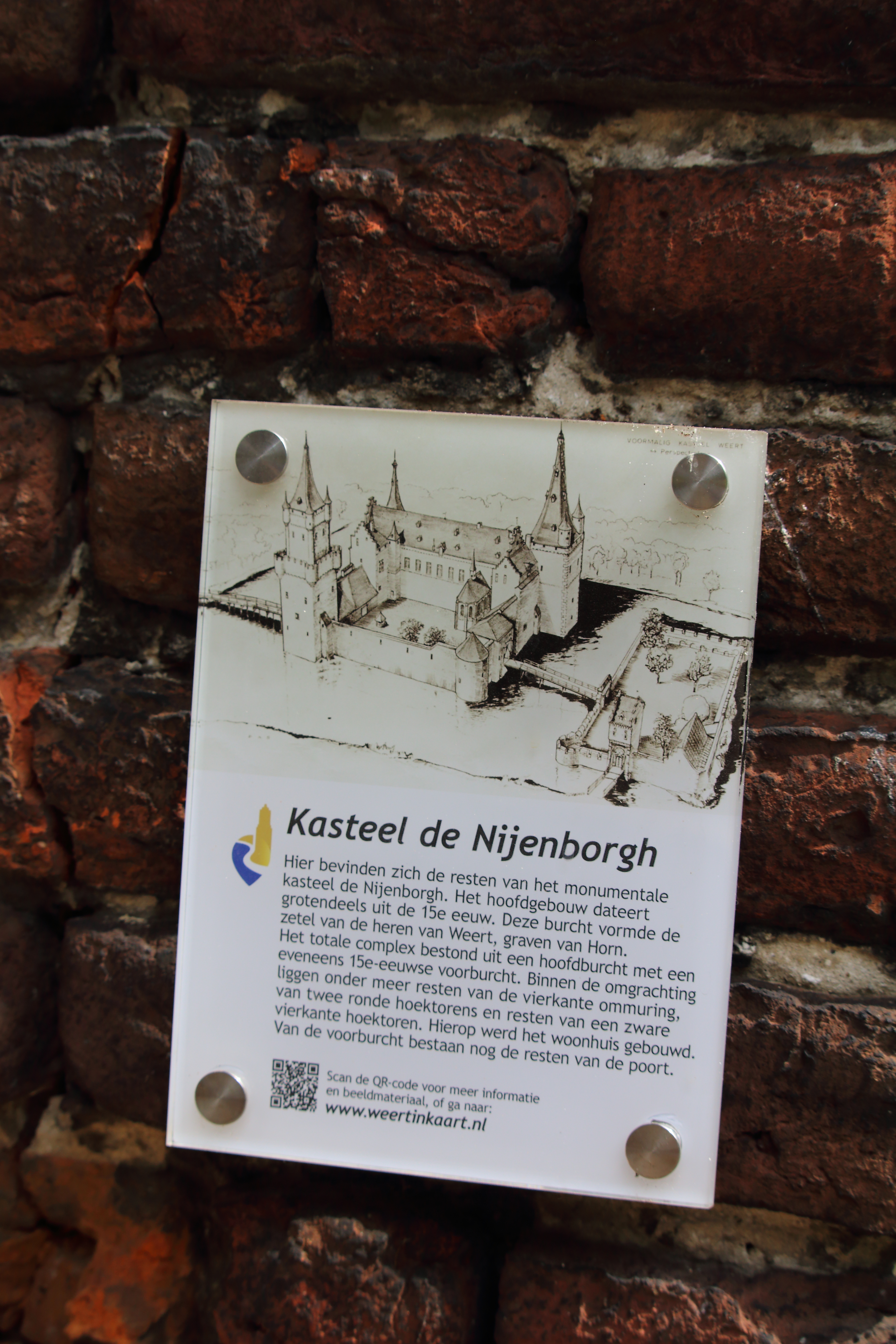

## Histoire et habitants
Les seigneurs de Horn, qui avaient leur château ancestral situé à Horn (nl), appartenaient à la noblesse la plus importante des Pays-Bas. Lorsqu'ils acquirent la tutelle sur Weert à partir du XIIe siècle, ils décidèrent de s'installer dans cette ville et construisirent à cet effet l'Aldenborgh (nl). Parce que ce château ne répondait plus aux exigences de l'époque, il fut décidé en 1455 d'en construire un nouveau. Il a été élevé à quelques centaines de mètres de l'Aldenborgh, contre les murs de la ville de Weert et ils l'ont appelé le Nijenborgh (ou Nouveau Château). L'Aldenborgh fut donné aux Frères Mineurs en 1461, lorsque le nouveau château fut achevé.
Le premier résident du Nijenborgh fut Jacques Ier de Horn (Jacob I van Horne), qui avait participé à une croisade en Terre Sainte en 1450. En récompense, il fut fait chevalier par Frédéric III et fut alors autorisé à porter le titre de comte de Horn. L'un de ses fils, Jean de Hornes (Jan van Horne), né en 1458, deviendra plus tard prince-évêque de Liège. Un autre fils, Jacques II de Horn (Jacob II van Horne), lui succéda comme seigneur de Weert et comte de Horne en 1472. Jacques Ier s'installa alors chez les frères mineurs d'Aldenborgh.

### Philippe de Montmorency
Le descendant le plus célèbre de la famille des van Hornes était Philippe de Montmorency. Il était le fils de Jozef van Montmorency, comte de Nevele et dans sa jeunesse il fut d'abord page, puis chambellan à la cour de l'empereur Charles Quint. Sa mère Anna van Egmont (nl), se remaria avec Jean de Horn (Jan van Horne) (1480-1540). En 1540, Philippe devint propriétaire du Nijenborgh, du comté de Horne et des seigneuries de Heusden, d'Altena et de Weert, par un décret de son beau-père. Il était marié à Walburge de Neuenahr, une riche noble. Il fit rapidement carrière, devenant stathouder (gouverneur et chef d'armée) de Gueldre en 1555 et chevalier de l'Ordre de la Toison d'Or en 1556. En 1558, il succéda à Maximilien II de Bourgogne comme amiral des Pays-Bas et en 1559, il fut amiral général de la flotte espagnole et, à ce titre, il accompagna Philippe II en Espagne. En raison de ses grands succès, il fut nommé membre du Conseil d'État. À ce titre, il fit plus tard partie, avec Guillaume d'Orange, Lamoral d'Egmont et Brederode, des chefs de la résistance contre la politique du cardinal Antoine Perrenot Granvelle, évêque d'Arras, qui introduisit l'Inquisition (persécution des protestants) en Flandre. En 1566, Philippe II envoya le duc d'Albe aux Pays-Bas pour rétablir l'ordre après la furie iconoclaste. Guillaume d'Orange s'enfuit alors de Bruxelles ; Egmont et Horne décidèrent de rester. Presque immédiatement après son arrivée, le duc d'Albe fit arrêter les comtes Egmont et Horne. Le 5 juin 1568, les deux nobles furent décapités sur la Grand-Place de Bruxelles. Philippe de Montmorency a été enterré dans l'église Saint-Martin de Weert. Le titre de comte de Horne passa à son frère cadet Florent, qui fut également exécuté en 1570 après une mission auprès du roi d'Espagne.
Les successeurs de la lignée des Horne comme seigneurs de Weert furent les princes de Chimay du Hainaut.

### Violences et destructions de guerre
La décapitation d'Egmont et de Horne fut le signal définitif du soulèvement hollandais. Durant la guerre de Quatre-Vingts Ans, le château de Nijenborgh fut assiégé à plusieurs reprises, alternativement par les troupes espagnoles et hollandaises. Ainsi, en 1578, Guillaume d'Orange conquit le château, qui fut repris par le duc de Parme trois mois plus tard, en février 1579.
Lors de recherches archéologiques menées en 2018/2019 par la Université libre d'Amsterdam, des balles de mousquet en plomb et les squelettes de quatre soldats de la guerre de Quatre-Vingts Ans ont été découverts. On ne sait pas si les découvertes sont liées à des opérations de combat. Les balles ont peut-être été utilisées pour des exercices de tir. Les squelettes pourraient être les restes de quatre des seize soldats espagnols pendus aux fenêtres du château en 1579.
Le château fut presque entièrement détruit en 1702 pendant la guerre de Succession d'Espagne par les troupes du duc de Marlborough, John Churchill (ancêtre de Winston Churchill). Seules les ruines de la porte d'entrée de la basse-cour et les vestiges de quelques tours d'angle témoignent encore de la présence de ce château.

### De la ruine à la propriété rurale
Après la destruction, le château resta en possession des princes de Chimay, mais ne fut pas reconstruit par eux. Il tomba encore plus en ruine car ces propriétaires n'y prêtèrent guère attention et préférèrent rester dans leurs châteaux du Hainaut. En 1841, les ruines furent achetées par Louis Beerenbroek, ancien maire de Weert. Il fit construire sur les vestiges de la tour orientale un tout nouveau manoir, qui fut nommé Huis Op de Biest.
Après la mort de Beerenbroek, la maison fut vendue à la famille Coenen, maire de Weert. À partir de 1918, la maison fut vendue plusieurs fois et occupée par les familles Mathijsen et Wolterbeek. En 1923, le château fut vendu aux enchères et devint la propriété de la famille Scheijmans. Il a établi un commerce de bois sur le parvis.
L'année 2018 a été déclarée année Van Horne par la municipalité de Weert. Non seulement de nombreux événements ont été organisés, mais divers plans ont également été élaborés pour embellir le centre-ville. L'un des souhaits était de retirer le commerce du bois du centre-ville et de créer un parc urbain autour du château. Le 1er janvier 2020, la municipalité a acquis le parvis et Houthandel Scheijmans a déménagé dans la zone industrielle de Kampershoek,.
Une statue de Philipe de Horne a été dressée sur le parvis du château le 5 juin 2022.

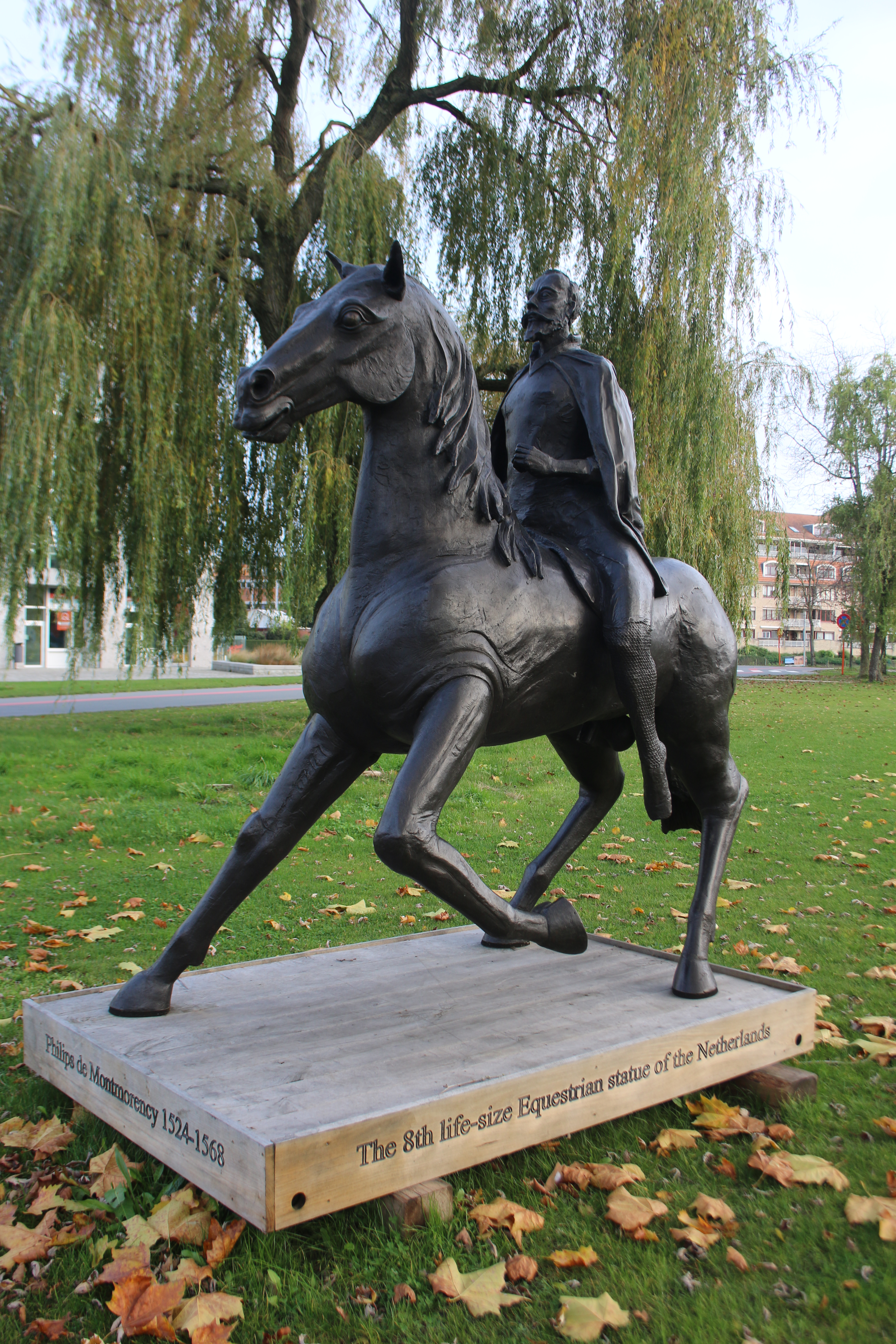